# Sveriges Radio P2
Sveriges Radio P2 – ogólnokrajowy program Szwedzkiego Radia, nadawany na terytorium Szwecji i Wysp Alandzkich. Nadawanie programu rozpoczęto w r. 1955. Jego słuchalność w r. 2009 wynosiła 11.4 proc. Do czasu uruchomienia programu trzeciego, "dwójka" nadawała muzykę rozrywkową i popularną.
Program nadaje przede wszystkim muzykę poważną, jazz i folk. Część oferty stanowią programy edukacyjne oraz kierowane do mniejszości narodowych i etnicznych. Program emitowany jest również w wersji wyłącznie muzycznej pod nazwą P2 Musik, przez Internet oraz w Sztokholmie na częstotliwości 99.6 MHz.